# Tallonite
La tallonite è una condizione infiammatoria al tallone, ovvero la parte posteriore e inferiore del calcagno comunemente definita come "retropiede"; in medicina viene di solito chiamata tallodinia o dolore calcaneare. Essa è una patologia che può essere causata oppure sollecitata da un sovraccarico, da microtraumi o da infiammazioni acute ripetute. La tallonite colpisce una percentuale di persone che varia dal 9% al 20%, prevalentemente donne, anziani, obesi e sportivi. Si presenta con un dolore acuto, di solito in modo più considerevole al mattino per poi attenuarsi durante la giornata, soprattutto se il soggetto rimane seduto o fermo per molto tempo.

## Sintomi
I sintomi più comuni sono: 

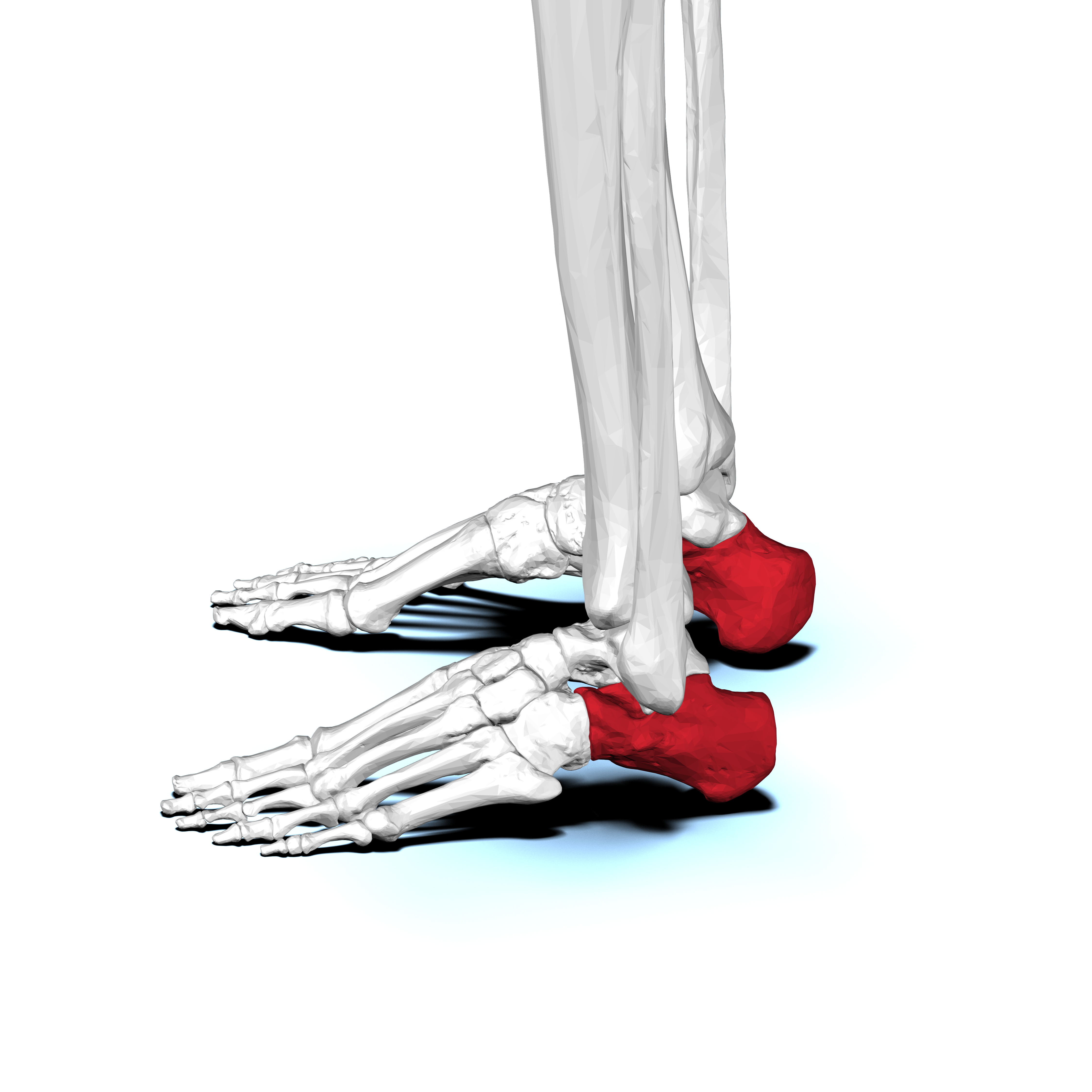
Immagine tallone

- dolore acuto nella regione inferiore del tallone o del calcagno e a volte in tutto il piede
- rossore locale o gonfiore
- difficoltà nello svolgere attività motorie

Il dolore, talvolta, si riduce molto, per poi ricomparire se il tallone viene sovraccaricato, come ad esempio in una corsa o durante le attività sportive..

## Cause
Le cause più comuni sono:
- Obesità/sovrappeso
- Malattie metaboliche e reumatiche (artrite reumatoide, psoriasi e altre)
- Morbo di Sever (che si presenta in età evolutiva)
- Infiammazione del tendine d’Achille
- Fascite plantare
- Borsiti calcaneari
- Postura non idonea
- Attività su terreni poco stabili

Sono cause più rare:
- Fratture da stress del calcagno
- Errata formazione dei tessuti molli
- Algodistrofia del calcagno
- Malattia di Haglund

## Fattori di rischio
I fattori di rischio derivanti dal dolore al tallone sono:
- Età avanzata, che comporta una minor flessibilità della fascia plantare e un assottigliamento del cuscinetto adiposo
- Eccessiva attività fisica, che potrebbe peggiorare le condizioni del tallone
- Calzature non idonee
- Valgismo o varismo del piede, che potrebbe alterare la postura, con conseguente appoggio erroneo del tallone sul suolo
- Ortostatismo prolungato: riguarda quelle persone che trascorrono la maggior parte del loro tempo in piedi

## Diagnosi
Per poter curare tale fastidio è opportuno ricorrere a diverse metodologie, come per esempio una visita specialistica che viene utilizzata per diagnosticare in modo accurato la causa del dolore, se questo si presenta in modo molto acuto. La visita prevede un esame radiografico e posturale del piede, una risonanza magnetica o un’ecografia che permettono di avere un quadro migliore della situazione. È possibile seguire anche una terapia conservativa, che comprende:
- Un periodo di riposo
- Impacchi costanti col ghiaccio che allevino il dolore e riducano il gonfiore
- Esercizi di stretching che prevedano l’allungamento della fascia plantare, del polpaccio e del tendine d’Achille
- Eliminazione di scarpe che non limitino il sovraccarico imposto sul tallone
- Uso di solette che assorbano le vibrazioni derivanti dall’impatto del piede sul terreno
- Taping
- Laserterapia antalgica
- Ultrasuoni
- Massaggi che stimolano la circolazione e riducono il fattore di rigidità[5]

Buoni risultati sono stati ottenuti anche grazie all'Extracorporal Shock Wave Terapy (ESWT): una terapia non invasiva che fa utilizzo di onde d’urto mediante impulsi che ottimizzano la vascolarizzazione capillare in modo tale da riassorbire le sostanze infiammatorie che hanno prodotto il dolore.

### Terapia chirurgica
I soggetti che non rispondono alla terapia conservativa spesso ricorrono al rilascio chirurgico della fascia plantare, un intervento che può essere di due tipologie: 
- a cielo aperto
- endoscopico

L'intervento non è privo di rischi e spesso produce una cicatrizzazione con conseguente sessione riabilitativa postoperatoria abbastanza prolungata: normalmente, dai 7 agli 8 mesi dopo l'intervento. La chirurgia, generalmente, consegue due complicanze rilevanti: 
- fratture da stress derivanti dal rilascio endoscopico
- rottura della fascia in seguito al rilascio parziale[7]

#### Guarigione e provvedimenti
Le talloniti meno rilevanti possono guarire nel giro di 1/3 settimane, a seconda dell'entità infiammatoria. Le forme croniche possono invece richiedere tempi di guarigione molto elevati, in cui l'attività sportiva deve essere sospesa.
Combattere tempestivamente l'infiammazione permette di evitare peggioramenti sulla zona e sul fattore posturale. Il soggetto colpito da tallonite tende infatti a evitare di scaricare il peso sul piede dolente adattando la postura e la deambulazione. Facendo così, però, si possono produrre scompensazioni che, col passare del tempo, darebbero problemi di varia natura, anche gravi, ad altre strutture corporee come ginocchia, bacino, schiena. 
Si raccomanda, quindi, di sospendere l'attività motoria ai primi sintomi dolorosi, finché non si sarà ripristinata definitivamente la funzionalità del retropiede. Inoltre, sono importanti il riposo e l'applicazione costante di ghiaccio sulla zona interessata.
Se il problema persiste, è opportuno rivolgersi a un ortopedico per determinare il punto d'origine del dolore.

## Trattamenti farmacologici
Il medico può consigliare farmaci antinfiammatori, utili per alleviare il dolore e ridurre l’infiammazione. Vengono prescritti principalmente farmaci non steroidei, tra cui: 
- Ibuprofene
- Ketoprofene
- Diclofenac

Anche gli analgesici oppioidi svolgono la funzione di ridurre la sensazione dolorosa attraverso i recettori endogeni, ma in questo tipo di terapia è consigliabile moderarne l'uso.
Meno importanti, ma di grande impatto, sono le infiltrazioni, di cui esistono di due tipi:
- Infiltrazioni di corticosteroidi, che hanno il ruolo di ridurre l'infiammazione e la sintomatologia dolorosa
- Infiltrazioni di acido ialuronico, che proteggono e nutrono la cartilagine, lubrificando l'intera zona

### Controindicazioni
Il trattamento infiltrativo è sconsigliato ai pazienti in terapia con farmaci anticoagulanti o affetti da patologie della coagulazione del sangue, in caso di sensibilità nota ai farmaci utilizzati e in casi di gravidanza. L'infiltrazione di corticosteroidi è sconsigliata agli atleti agonisti (per rischio di positività ai test antidoping), ai pazienti diabetici (per rischio di aumento della glicemia), in caso di immunodepressione (per aumento del rischio di infezione locale) o in presenza di osteoporosi severa (per rischio di aggravamento dell’osteoporosi dell’articolazione trattata).

## Fisioterapia
Un trattamento specifico per la tallonite può essere fornito dal fisioterapista. Tale trattamento prevede tre fasi:
- Valutazione per stabilire l'origine del dolore
- Controllo del dolore attraverso la tecarterapia o l'ipertermia
- Recupero per ristabilizzare l’infiammazione

### I plantari
Esistono diverse tipologie di plantari che possono trovarsi sotto forma di gel, schiuma di lattice o silicone. La schiuma di lattice è stata da poco rilevata per dare un migliore sostegno al tallone. La struttura dei plantari in schiuma di lattice è stata ideata appositamente per adattare il piede ad avere una migliore stabilità durante determinati sforzi. I plantari in gel e in silicone, invece, sono più sottili e compatti e hanno la funzione di attenuare gli impatti del piede su un terreno poco agevole per il tallone, come ad esempio quello da gioco. Per selezionare il più adatto è raccomandato richiedere un'opinione al medico specialista.

## Tipi di tallonite

### Tallonite dello sportivo
La tallonite dello sportivo riguarda tutte le discipline che comportano una notevole sollecitazione del tallone. Tale rischio può aumentare con la mancanza di allenamento e soprattutto se si fa utilizzo di calzature poco idonee, ma non solo. Si deve anche mettere in evidenza l’alto rischio che si ha a seconda del terreno sul quale viene praticata una determinata attività sportiva: i campi sintetici, come anche l’asfalto o il cemento aumentano l’impatto del tallone sul terreno e possono produrre un’infiammazione più acuta, dolorosa, che potrebbe portare il soggetto perfino a non riuscire più a camminare per il troppo fastidio. Sono inoltre da non sottovalutare la scarsa muscolatura e preparazione fisica che potrebbero denotare patologie ancora più gravi di infiammazione calcaneare. La scarpa, quindi, è un elemento fondante per prevenire lesioni e per contribuire al trauma durante l’impatto col suolo.

### Tallonite mono-laterale
La tallonite mono-laterale è il dolore su un singolo tallone che si manifesta per lo più per disturbi posturali che scompensano il carico corporeo, come:
- un arto più corto
- una dismetria del bacino
- la scoliosi
- un ipercarico costante

### Tallonite nei bambini
Nei bambini la tallonite è legata per lo più alla crescita ed è comunemente denotata come Morbo di Sever (o "apofisite calcaneale"); si presenta più frequentemente in una fascia di età che varia tra gli 8 e i 13 anni. Il morbo è comunemente connesso con le ossa che crescono più velocemente e per questo si ha una maggiore esposizione ad infiammazioni. La cura è uguale a quella per gli adulti, con applicazioni locali di ghiaccio e utilizzo di pomate antinfiammatorie come l’arnica gel.

#### Malattia di Sever
La malattia di Sever è una causa molto comune di dolore al tallone che si presenta principalmente nei bambini. Esso è riscontrabile, abitualmente, negli sport che richiedono l'eccessivo utilizzo ed appoggio del tallone sul terreno, come:
- pallavolo
- pallacanestro
- atletica leggera
- calcio

Nel 1912, James Warren Sever ha descritto il dolore al tallone nei bambini molto attivi e soprattutto in sovrappeso. Nonostante, inizialmente, il dolore fosse riferito a un’infiammazione nell’apofisi calcaneare, oggi si pensa che sia legato a lesioni infiammatorie derivanti dalla sollecitazione del tendine di Achille sull'apofisi poco rafforzata. Questa è una situazione che tende a risolversi semplicemente una volta concluso il processo di crescita del bambino. I sintomi della malattia di Sever possono intaccare l'attività sportiva per diversi mesi ed agiscono in maniera sfavorevole sulla qualità di vita del bambino. Gli atleti adolescenti che mostrano questa malattia di Sever possono avere maggiori possibilità di accrescere il cosiddetto morbo di Osgood-Schlatter: una condizione che coinvolge il ginocchio, provocando dolore e richiedendo la sospensione completa delle attività.
Il morbo di Sever si verifica frequentemente nel periodo di crescita, soprattutto nei bambini di età compresa tra gli 8 e i 12 anni che praticano quotidianamente sport. È presente maggiormente nei maschi rispetto alle ragazze. I sintomi, principalmente, sono unilaterali, ma con l'accrescersi dell'infiammazione una buona percentuale di bambini potrebbe risentire di un coinvolgimento bilaterale. .

## Onde d'urto
La migliore terapia per le infiammazioni di vario genere è quella basata su onde d'urto, che agevola il soggetto nelle sue attività quotidiane o sportive senza dover intaccare la fase riposo ed evitando le complicazioni che possono sorgere da un intervento. Questa tecnica è sicura e molto utilizzata, con poche controindicazioni e scarsi effetti collaterali. Viene richiesta per il trattamento di differenti patologie, tra cui tallonite e infiammazione al tendine d'Achille.
Nel caso della tallonite, la terapia con onde d'urto è molto efficace, con un 85% di buoni risultati. Con quattro sessioni si riesce già a notare una notevole risoluzione del problema con scomparsa quasi totale del dolore, ma è da sottolineare il fatto che con il passare del tempo il dolore può ricomparire sull'altro piede o sullo stesso.

## Esercizi
Durante la fase conservativa, è possibile svolgere esercizi di stretching che abbiano a che fare con tutto il piede, quindi non solo il tallone. 
Un primo esercizio è quello di sollevare per un paio di volte l'alluce mentre si è in piedi. Come principale esercizio di scarico viene richiesto di far roteare una pallina da tennis per tutta la parte sottostante del piede e applicando una certa pressione, per far sì che il dolore, nonché l'infiammazione, si attenuino. È possibile svolgere lo stesso esercizio anche con una bottiglia che contenga ghiaccio.
Oltre a questi, il fisioterapista, consiglia esercizi che prendano come punto di riferimento l'allungamento dell'intera fascia plantare, come: 
- stretching della pianta
- allungamento del polpaccio
- uso di elastici che vadano a rinforzare il movimento dell'intero piede